# Paul Edward Anderson
Paul Edward Anderson (17 de octubre de 1932 - 15 de agosto de 1994) fue un levantador de pesas y strongman estadounidense nacido en Toccoa, Georgia y fallecido en Vidalia, Georgia.

## Historia
Anderson empezó a demostrar su fuerza desde temprana edad, y si bien sus demostraciones no fueron oficiales, Anderson apareció en el Libro Guinness de los récords por levantar 513 kg sobre la espalda.
Cuando era niño Anderson sufrió la Enfermedad de Bright, un desorden en los riñones que más tarde se convertiría en la causa de su muerte. 
Medía 1,76 m y comenzó a levantar pesas para ganar masa corporal y mejorar en el fútbol americano. En poco tiempo advirtió que era muy bueno en el levantamiento y dejó el fútbol.
En 1955, en plena Guerra fría, Anderson ganó el título mundial amateur de halterofilia y viajó a la Unión Soviética, donde la halterofilia era un deporte muy popular. En la URSS el récord de dos tiempos era de 150 kg, pero Anderson lo batió y estableció en los 182 kg. Al volver a EE. UU. Anderson fue felicitado por el entonces vicepresidente Richard Nixon. Sin embargo Anderson sería superado años más tarde por el soviético Yury Vlasov en los Juegos Olímpicos de Roma 1960.
En 1956 Anderson obtuvo una medalla de oro después de un largo duelo contra el campeón argentino Humberto Selvetti.
Anderson se casó con Glenda Garnald en 1959 y tuvieron una hija, Paula, en 1966.